# 名人囚犯
名人囚犯（德語：Prominente，单数阳性形式：Prominenter）是第二次世界大战时期，纳粹德国關押的各国的高阶囚犯，纳粹德国官方也用这个词来称呼他们。名人囚犯被关押在军官战俘营（例如位于萨克森州科尔迪茨的IV-C军官营）、萨克森豪森集中营以及达豪集中营，德方的目的之一是在必要时将这些人作为人质。名人囚犯中有前政客、政治异议者、神职人员，还有被俘的同盟国政客、贵族的亲属，或者被德方误以为是同盟国政客、贵族之亲属的战俘。位于科尔迪茨的IV-C军官营于1945年4月14日被美军攻佔；被关在萨克森豪森和达豪集中营的名人囚犯则是在被转移至蒂罗尔地区后，先被德意志國防軍从负责押运的党卫队手中解救，后又被美陆军第42和第45步兵师的下属部队从已投降的德国国防军手中接管。  